# Karamustafapaşa, Merzifon
Karamustafapaşa là một xã thuộc huyện Merzifon, tỉnh Amasya, Thổ Nhĩ Kỳ. Dân số thời điểm năm 2010 là 334 người.